# Rydze
Rydze (deutsch Nienstedten) ist ein Weiler in der polnischen Woiwodschaft Ermland-Masuren und gehört zur Landgemeinde Wydminy (Widminnen) im Powiat Giżycki (Kreis Lötzen).

## Geographische Lage
Rydze liegt in der östlichen Mitte der Woiwodschaft Ermland-Masuren, 19 Kilometer südöstlich der Kreisstadt Giżycko (Lötzen).

## Geschichte
Bis 1945 war der heutige Weiler (polnisch osada) Nienstedten ein Gut in der Landgemeinde Widminnen  (polnisch Wydminy) und in seiner Geschichte mit der Muttergemeinde eng verbunden. Der Ort gehörte zum Kreis Lötzen im Regierungsbezirk Gumbinnen (1905 bis 1945: Regierungsbezirk Allenstein) in der preußischen Provinz Ostpreußen. 1905 zählte der Gutsort 43 Einwohner.
In Kriegsfolge kam 1945 Widminnen mit dem Gut Nienstedten mit dem gesamten südlichen Ostpreußen zu Polen. Nienstedten heißt seither polnisch „Rydze“. Es ist Teil des Schulzenamtes (polnisch sołectwo) Siemionki (Schemionken, 1928 bis 1945 Bergwalde) innerhalb der Landgemeinde Wydminy (Widminnen) im Powiat Giżycki (Kreis Lötzen), vor 1998 der Woiwodschaft Suwałki, seither der Woiwodschaft Ermland-Masuren zugehörig.

## Kirche
Bis 1945 war Nienstedten in die evangelische Kirche Widminnen in der Kirchenprovinz Ostpreußen der Kirche der Altpreußischen Union und in die katholische Pfarrkirche St. Bruno Lötzen im Bistum Ermland eingepfarrt. Heute gehört Rydze zur evangelischen Kirchengemeinde Wydminy, einer Filialgemeinde der Pfarrei Giżycko in der Diözese Masuren der Evangelisch-Augsburgischen Kirche in Polen bzw. zur katholischen Pfarrei Wydminy im Bistum Ełk (Lyck) der Römisch-katholischen Kirche in Polen.

## Verkehr
Rydze liegt an einer Nebenstraße, die Wydminy (Widminnen) an der Woiwodschaftsstraße DW 655 mit Pamry (Pammern) an der Woiwodschaftsstraße DW 655 verbindet. Die nächste Bahnstation ist Wydminy an der Bahnstrecke Głomno–Białystok.